# Тоні ван Діпен
Тоні ван Діпен (17 квітня 1996 , Алкмар, Північна Голландія ) — нідерландський легкоатлет, що спеціалізується на спринті та бігу на середні дистанції, срібний призер Олімпійських ігор 2020 року.

## Кар'єра
| Рік                    | Змагання                        | Місце проведення        | Місце                  | Дисципліна                   | Результат              | Примітки               |
| Представник Нідерланди | Представник Нідерланди          | Представник Нідерланди  | Представник Нідерланди | Представник Нідерланди       | Представник Нідерланди | Представник Нідерланди |
| ---------------------- | ------------------------------- | ----------------------- | ---------------------- | ---------------------------- | ---------------------- | ---------------------- |
| 2013                   | Чемпіонат Європи серед юніорів  | Рієті, Італія           | 24 (з.)                | біг на 800 метрів            | 1:53.44                |                        |
| 2014                   | Чемпіонат світу серед юніорів   | Юджин, США              | 16 (пф.)               | біг на 800 метрів            | 1:50.86                |                        |
| 2015                   | Чемпіонат Європи серед юніорів  | Ескільстуна, Швеція     | 19 (пф.)               | біг на 800 метрів            | 1:53.60                |                        |
| 2017                   | Чемпіонат Європи в приміщенні   | Белград, Сербія         | 22 (з.)                | біг на 400 метрів            | 48.57                  |                        |
| 2017                   | Чемпіонат Європи серед молоді   | Бидгощ, Польща          | 16 (з.)                | біг на 800 метрів            | 1:50.38                |                        |
| 2018                   | Чемпіонат Європи                | Берлін, Німеччина       | 9 (з.)                 | естафета 4×400 метрів        | 3:04.93                |                        |
| 2019                   | Чемпіонат Європи в приміщенні   | Глазго, Велика Британія | 3                      | біг на 400 метрів            | 46.13                  |                        |
| 2019                   | Світові легкоатлетичні естафети | Йокогама, Японія        | 5                      | естафета 4×400 метрів        | 3:05.1                 |                        |
| 2021                   | Чемпіонат Європи в приміщенні   | Торунь, Польща          | 2                      | біг на 400 метрів            | 46.25                  |                        |
| 2021                   | Чемпіонат Європи в приміщенні   | Торунь, Польща          | 1                      | естафета 4×400 метрів        | 3:06.06                |                        |
| 2021                   | Світові легкоатлетичні естафети | Хожув, Польща           | 1                      | естафета 4×400 метрів        | 3:03.45                |                        |
| 2021                   | Світові легкоатлетичні естафети | Хожув, Польща           | 1 (з.)                 | естафета 4×400 метрів, мікст | 3:18.04                |                        |
| 2021                   | Олімпійські ігри                | Токіо, Японія           | 23 (з.)                | біг на 800 метрів            | 1:46.03                |                        |
| 2021                   | Олімпійські ігри                | Токіо, Японія           | 2                      | естафета 4×400 метрів        | 2:57.18                |                        |
| 2022                   | Чемпіонат світу в приміщенні    | Белград, Сербія         | 19 (з.)                | біг на 800 метрів            | 1:49.80                |                        |
| 2022                   | Чемпіонат світу в приміщенні    | Белград, Сербія         | 3                      | естафета 4×400 метрів        | 3:06.90                |                        |
| 2022                   | Чемпіонат світу                 | Юджин, США              | 2                      | естафета 4×400 метрів, мікст | 3:09.90                | NR                     |